# Sechskreissuper
Die Bezeichnung Sechskreissuper steht umgangssprachlich für einen Rundfunkempfänger, im Regelfall als Röhrenempfänger realisiert, der für die Senderabstimmung sechs Schwingkreise besitzt, mit deren Hilfe die gewünschte Empfangsfrequenz aus dem verstärkten Antennensignal  herausgefiltert wird.
Die Anzahl der Schwingkreise in Verbindung mit der Anzahl der Röhrenverstärkerstufen ist ein grobes Maß für die Qualität des Empfängers. Diese Angaben wurden früher im Marketing als Verkaufsargument für das breite Publikum herausgestellt.
Während einfache sogenannte Geradeausempfänger nur einen oder manchmal auch zwei abgestimmte Schwingkreise haben, die prinzipiell in ihrer Empfangsleistung und -qualität beschränkt sind, kann beim „Superheterodyne-“ oder Überlagerungsempfänger die Anzahl der wirksamen Schwingkreise als Filterelement erheblich höher sein.

## Funktionsweise und Anwendung
Beim „Super“ wird die eingestellte Empfangsfrequenz mit Hilfe einer im Empfänger selbst erzeugten einstellbaren Oszillatorfrequenz so gemischt, dass (vereinfacht) eine Differenzfrequenz (sog. „Zwischenfrequenz“-ZF) entsteht, die unabhängig von der Sendereinstellung immer gleich ist und die dann wiederum mehrere Schwingkreise und Verstärkerstufen durchlaufen kann. Aus dieser verstärkten ZF wird dann das Nutzsignal für die Tonwiedergabe gewonnen.
Der Vorteil gegenüber dem Geradeausempfänger ist neben der besseren Frequenzselektion, dass die Filtereigenschaften so ausgelegt werden können, dass auch die Tonqualität der Lautsprecherwiedergabe erheblich verbessert wird. Diese zusätzlichen ZF-Filter werden im Herstellerwerk fest und damit unabänderlich optimal eingestellt.
Die richtige Einstellung eines einfachen Geradeausempfängers erfordert vom Benutzer einiges an Geschick und Erfahrung, ein Super ist demgegenüber einfach zu bedienen. Geradeausempfänger, z. B. Einkreiser vom Typ „Volksempfänger“, waren schon in den 1940er Jahren nicht mehr Stand der Technik, die Not der Nachkriegszeit hat sie aber in Deutschland bis zur Mitte der 1950er Jahre als Billigradio überleben lassen.
Die Anzahl von sechs abgestimmten Kreisen (in Verbindung mit drei Verbundröhren) hat sich im Verlaufe der Empfängerentwicklung seit Mitte der 1930er Jahre für die amplitudenmodulierten Wellenbereiche ('Kurz-Mittel-Langwelle') als für Standard-Heimgeräte nach Aufwand und Nutzen optimaler Kompromiss erwiesen. Sie ermöglichten ohne großen Antennenaufwand sicheren Empfang mit einer Verstärkungsreserve, die bei schlechtem Empfang eine automatische Regelung erlaubte („Schwundausgleich“).
Empfänger mit mehr als sechs abgestimmten Schwingkreisen waren im oberen Preissegment als Luxusgeräte für Fernempfang oder für spezielle Zwecke im kommerziellen und militärischen Bereich ausgelegt. Auch Autoradios hatten wegen der schwierigen und stark wechselnden Empfangsbedingungen bei kurzer Antenne häufig mehr als sechs Kreise.
Als Abweichung nach unten ist der Typ des „Vierkreisers“ bekannt. In den Nachkriegsjahren wurde in manchen deutschen Gerätetypen auf eine Verstärkerröhre mit zwei Filterkreisen verzichtet. Das bedeutete eine Einschränkung in der Empfangsleistung, geringere Tonqualität und kein Schwundausgleich, wobei aber die einfache Bedienbarkeit des Supers erhalten blieb. Diese Geräte waren materialsparend und billiger, sind aber ab Mitte der 1950er Jahre nicht mehr angeboten worden.
Der Sechskreissuper hat sich bei Röhrengeräten bis zum Ende der 1960er Jahre als Standard gehalten, auch die ersten Transistorradios waren von der Schaltung her analog konzipiert, wenn auch die elektrischen Eigenschaften der Halbleiter häufig starke Modifizierungen erforderten.